# Isaak Van Oosten
Pour les articles homonymes, voir Oosten.
Izaak van Oosten, Isaak van Oosten ou Isaac van Oosten (10 décembre 1613 - décembre 1661) est un peintre paysagiste flamand du XVIIe siècle.

## Vie
On sait peu de chose sur sa vie et sa formation. Il est né à Anvers en tant que fils d'un marchand d'art du même nom qui était devenu maître de la Guilde d'Anvers de Saint-Luc en 1617. On ne sait pas où il a reçu sa formation ou avec quel maître il a étudié. On croit qu'il a peint dans l'atelier de son père et que pour cette raison initialement il ne s'est pas enregistré avec la Guilde. Il est devenu seulement en 1652 maître de la Guilde de Saint-Luc d'Anvers quand il avait déjà 39 ans. Il a été actif seulement pendant une décennie.
Il mourut à Anvers en 1661 sans laisser de progéniture.

## Œuvre
Van Oosten était spécialisé dans la peinture paysagiste et les panneaux pour les armoires d'Anvers. Ses compositions semblent avoir été populaires. Son œuvre intègre tous les éléments de l'école de peinture de paysage anversoise de la première moitié du XVIIe siècle. Il montre une forte influence par d'autres paysagistes anversois, en particulier Jan Brueghel l'Ancien et les peintres flamands contemporains tels qu'Alexander Keirincx, Lucas van Uden et Jan Wildens.

## Peintures
La Moisson et Personnages à l'orée d'un bois sont des peintures sur cuivre, conservées au Musée Jeanne d'Aboville de La Fère. Il y a aussi Adam et Eve dans le jardin d'Eden.
Isaak Van Oosten est également l'auteur de peintures sur le thème des saisons (L'hiver, L'automne, panneaux de chêne parquetés, 31 x 43,5 cm).